# Agorius baloghi
Agorius baloghi är en spindelart som beskrevs av Szüts 2003. Agorius baloghi ingår i släktet Agorius och familjen hoppspindlar. Inga underarter finns listade i Catalogue of Life.